# 流星雀士キララ☆スター
『流星雀士キララ☆スター』（りゅうせいじゃんしキララスター）（本来は「タ」の文字中央の、左上から右下への点の部分にも☆が使われる）は、1996年にアーケードゲームとしてジャレコが開発、発売した脱衣麻雀ゲーム、および同ゲームを題材とする漫画作品。同社のメガシステム32作品としては8作目となる。

## 作品概要
同社の看板作品『アイドル雀士スーチーパイ』のスタッフ（チームRevolution）によって開発された作品である。キャラクターデザインは、美少女漫画家として知られている新貝田鉄也郎と、アニメーターで知られていた近永早苗が担当した。
本作も『スーチーパイ』同様、単なる麻雀ゲームではない要素が盛り込まれている。『スーチーパイ』にはパネルマッチという要素があったが、本作にはクイズゲームという要素が設けられている。また、アニメーションの際には、周囲のゲーム音量などの影響から台詞を聞き取りづらい場合などを考慮して、Nボタンを押下することで字幕が表示される機能が設けられている。
なお、本作ではクリア特典として以下のプレゼントが用意されていた。
- メインキャラクター声優陣の直筆イラストサイン色紙（先着者、登場キャラクターごとに1枚1名、計6名）
- ポスター（先着200名）

本作は『ファミ通』の1996年4月26日号「ビデオゲーム道場」内でも紹介されている。

## あらすじ
宇宙の平和を守る「銀河パトロール隊」（通称GP隊）。主人公キララは、3年前に銀河パトロール隊のトレヴィーに助けられたことから、銀河パトロール隊への入隊を目指し、現在見習中。
キャプテンゴージャスから呼び出され、正式な入隊の最終試験は「課題とされる地球人の服を平和的に脱がせる」（イソップ童話『北風と太陽』）であることを告げられる。キララは、平和的に脱がせる方法として脱衣麻雀を選択する。

## ゲームシステム
対戦相手は1人目のみ地球人3人からの選択、2人目以降は自動選択となっている。自他ともに持ち点が用意されて対局が始まる。
対局においてプレイヤーが上がった場合、その点数が相手の持ち点を全て奪うものであれば、無条件でラウンドクリア（得点クリア）、脱衣画像の演出となる。相手の持ち点を全て奪うことができない場合、上がり点数に応じてクイズチャレンジタイムが設けられ、その時間を使用してクイズパネルショックに挑むことが可能となる。この局では挑まず、時間をストックして次局に合計時間でクイズを行なうことも可能である。なお、タイムの上限は100秒、対戦相手間の持ち越しは不可となっている。
クイズパネルショックでは、ジャンル選択に続いて4択クイズに挑む。問題文表示の時点では選択肢には何も表示されておらず、選択肢が左から1文字ずつ徐々に表示されるスタイルのクイズゲームとなっている。クイズに誤答しても、タイムが消費される以上のペナルティ（ただし誤答時はジャンル選択に戻るため、その分正解時以上にタイム消費が多くなる）は設けられておらず、1問あたりの制限時間も設けられていない。クイズに正答すると、ブラインド状に仕切られたパネルが1枚ずつ開いていき、徐々に脱衣画面が表示されることになる。規定枚数（キャラクターによって異なる）のパネル全てを開くとラウンドクリア（パネルクリア）、得点クリア同様の脱衣画像の演出となる。また、パネルクリアあるいはタイムアップ時には、正答数に応じてお助けアイテムを入手することができる。
同一対戦相手に2回ラウンドクリアすれば、対戦相手の服を平和的に脱がせたこととなる。なお、クリアの方法には上述のように「得点クリア」「ラウンドクリア」の2種類があるが、得点クリア率は最終対決であるキャプテンゴージャスとの対決条件に影響を与える。
対局中に相手が上がり、プレイヤーの持ち点が0点以下となった場合には、ゲームオーバーとなる。なお、入手したイカサマアイテムや、ストックしたクイズチャレンジタイムを失うことなく、コンティニューすることが可能である。
なお、麻雀部分のゲームシステムは以下の通りである。
- 二人打ち、アリアリ、ウラあり、槓ドラあり、槓ウラあり。
- イカサマ技あり。
- 2ラウンドのうち、1ラウンド目が東場、2ラウンド目が南場。
- 持ち点が1000点以下でもリーチを掛けることができ、その場合、一時的に0点以下となる。流局して対戦相手が聴牌であれば、ゲームオーバーとなる。

## 登場キャラクター

### メインキャラクター
キララ（KIRARA☆STAR、声：長沢美樹）
3年前、トレヴィーに助けられ、銀河パトロール隊への入隊を目指している。今回、入隊試験を受けることとなった。
望月ゆかり（もちづき -、声：かないみか）
お嬢様タイプ。バイオリンの腕は一流。一色系の積極的な鳴き麻雀スタイルである。
相原操（あいはらみさお、声：大谷育江）
運動音痴な眼鏡っ子タイプ。タンピン系の手堅い麻雀スタイルである。ファミ通において、脱衣麻雀界では人気ランキング上位キャラクターと評されたことがある。
川奈絵里（かわなえり、声：こおろぎさとみ）
元気少女タイプ。ローラーブレイドが得意。ドラを絡めた大物狙いの麻雀スタイルである。また、その豪快に任せて、オープンリーチをすることもしばしば。
トレヴィー（TOREVIE、声：篠原恵美）
キララが銀河パトロール隊に入隊するきっかけとなった人物。地球人3人を制覇した後、GP隊高速巡洋艦に乗って登場するトレヴィーが最終試験と、キャプテンゴージャスから告げられる。
キャプテンゴージャス（声：若本規夫）
お調子者のキャラクター。キララが片手で握ることができるほどの、妖精風の小柄な体をしているが、れっきとしたGP隊の隊長である。
入隊最終試験がトレヴィーではなくキャプテンゴージャスであるとキララが知り、キララはキャプテンゴージャスに挑もうとする。ここまでのラウンドクリアの方法（パネルクリア、得点クリア率の度合い）によっては、力不足であることが告げられ対決できない。対決可能となった場合、プレイヤーはキララ側ではなく、キャプテンゴージャス側に付いてプレイすることになる。つまり、プレイヤーの勝利により、キララの脱衣シーンとなる。

### サブキャラクター
流星ロボ ヤクマジン
役満を上がった際に表示されるキャラクター。本作では満貫以上を上がると登場キャラクターによる特別画像が用意されているが、役満を上がった場合にはこのキャラクターが表示されるようになっている。
芋煮先生（声：新貝田鉄也郎）
キャラクターデザイナーによる特別出演。

## イカサマ技
クイズパネルショックにおいてタイムオーバーあるいはパネルクリアとなった場合に、その回での正答数に応じて、イカサマ技を入手することが可能となっている。なお、イカサマ技は状況に応じて自動発動するようになっており、発動の機会がなければ次局に持ち越される。また、既に入手済みのイカサマ技と同じ技を入手することも可能（使用回数が加算される）となっている。
牌スキャン（正答数1）
相手がリーチをかけてきた場合に、相手の待ち牌をスキャンすることができるスキャナー。最大3牌までスキャンでき、それ以上の待ちがある場合には3牌以外に待ち牌が何枚あるかもスキャン可能となっている。
ツミコミマシーン（正答数2）
スロットで選択した積み込みを行なうことが可能となる。
ドラグーンブラスター（正答数3）
裏ドラや槓ドラを狙い打つことでドラ表示牌を書き換え、ドラを多く乗せることが可能となる。リーチを行なうと暗刻があればその3牌が、槓を行なうと槓子の4牌がドラとなるようにドラ表示牌が書き換わる。
キララバズーカ（正答数4）
リーチ一発で相手に振り込ませることができるバズーカ砲。
爆風!ウィング（正答数5以上）
負けた局で自動発動し、その局を無効化するという翼。

## スタッフ
- 新貝田鉄也郎 - GP隊キャラクターデザイン、原画
- 近永早苗 - 地球人キャラクターデザイン、作画監督

## 関連書籍
- 高雄右京『流星雀士キララ☆スター』メディアワークス、1997年8月25日。ISBN 978-4073068976。 - コミカライズ作品。月刊コミック電撃大王で1996年1月から連載されていた。